# Scutovertex serratus
Scutovertex serratus är en kvalsterart som beskrevs av Sitnikova 1975. Scutovertex serratus ingår i släktet Scutovertex och familjen Scutoverticidae. Inga underarter finns listade i Catalogue of Life.